# Lodzer Zeitung
Lodzer Zeitung (pierwotnie Łódzkie Ogłoszenia – Łodźer Anzeiger) – periodyk wydawany w Łodzi w latach 1863–1915. Pierwsza gazeta wydawana w Łodzi.
Pierwotnie nosiło nazwę Łódzkie Ogłoszenia – Łodźer Anzeiger i było czasopismem dwujęzycznym, polsko-niemieckim. Pierwszy numer ukazał się 20 listopada?/2 grudnia 1863 roku z inicjatywy naczelnika wojennego, pułkownika Aleksandra von Broemsena. Założycielem i wydawcą pisma był Jan Petersilge, który pozwolenie na jego wydawanie uzyskał w 1863 roku w związku z wprowadzeniem stanu wojennego w Królestwie Polskim po wybuchu powstania styczniowego. Czasopismo ukazywało się dwa razy w tygodniu, miało 4 strony małego formatu i pełniło funkcję informatora o obowiązujących przepisach porządkowych, zarządzeniach władz, a także ogłoszeniach handlowych oraz prywatnych. Druk gazety był finansowany przez niemieckich kupców i fabrykantów, a redakcja i ekspedycja gazety mieściła się początkowo przy Piotrkowskiej 11, a od połowy lat 70. XIX wieku pod numerem 18. przy tej samej ulicy. Reprint pierwszego wydania ukazał się w grudniu 1888 roku (z okazji 25-lecia istnienia wydawnictwa) jako dodatek-wkładka do „Lodzer Zeitung”.
W 1865 roku Petersilge, kontynuując wydawanie pisma przekształcił je w gazetę niemiecką i zmienił jej nazwę na Lodzer Zeitung – Gazeta Łódzka, w której istniał dział polski prowadzony przez Franciszka Rybkę. Od 1865 do 1880 roku Lodzer Zeitung ukazywał się trzy razy, a od roku 1879 sześć razy w tygodniu. W latach 1865–1867 prenumerata dla właścicieli domów w Łodzi była obowiązkowa.
W 1880 roku Jan Petersilge, dla pozyskania polskich czytelników, wprowadził stały polski dział, który w 1881 (na trzy miesiące) został przekształcony w tygodniowy, czterostronicowy dodatek ukazujący się pod nazwą „Gazeta Łódzka” redagowany przez prawnika, Wiktora Piątkowskiego z redakcją przy ulicy Piotrkowskiej 18. Od maja 1881 roku, „Lodzer Zeitung” ukazywało się tylko w języku niemieckim. Od 1881 do 1903 roku wydawany był jako dziennik, a od 1904 do 1915 roku dwa razy dziennie jako Morgen-Ausgabe oraz Abend-Ausgabe. W 1915 roku gazeta została zastąpiona przez Deutsche Lodzer Zeitung (1915–1918).
Od początku powstania pisma do 1905 roku redaktorem odpowiedzialnym był Johann Petersilge, a po 31 lipca 1905 do zakończenia wydawania gazety, redaktorami odpowiedzialnymi byli kolejno: Roman Petersilge, Michael Petersilge, Woldemar Petersilge i Demetrius Petersilge.
Współwydawanymi dodatkami były:
- 1901–1914: Weihnachts-Beilage der Lodzer Zeitung
- 1902: Tägliche Unterhaltungs-Beilage der Lodzer Zeitung
- 1903: Oster-Beilage der Lodzer Zeitung
- 1913–1914: Humoristische Beilage
- 1912, 1914: Neujahrs-Beilage der Lodzer Zeitung
- 1914: Beilege zur Lodzer Zeitung

Samoistnymi dodatkami gazety były:
- 1881–1913: Belletristische Sonntags-Beilage
- 1910–1914: Frauen Zeitung
- 1906–1914: Lodzer Zeitung: Sonntags-Beilage zur Nummer...
- 1910–1913: Blätter für Literatur, Kunst und Wissenschaft